# Jan Křtitel Civalli
Mons. Giovanni Battista Civalli OFMConv. (1551–1552 San Gennesio u Maceraty v italských Markách – 29. ledna 1617) byl minorita působící v českých zemích.

## Životopis
Roku 1603 byl zvolen rakouským provinčním ministrem minoritů, přičemž tehdy do jejich rakouské provincie spadala i Morava. Roku 1608 se stal titulárním biskupem nikopolským a olomouckým světícím biskupem, vysvěcen byl kardinálem Dietrichsteinem 10. srpna 1608 v kostele sv. Mořice v Kroměříži, kde byl v letech 1608-1612 proboštem místní Kolegiátní kapituly. Zemřel v roce 1617 v Olomouci, kde byl v katedrále pohřben.